# Carnaval de La Bañeza
El Carnaval de La Bañeza (también llamado fiestas de invierno, carnavales, correr el carnaval, antruejo), en la provincia de León, es una fiesta declarada de Interés Turístico Nacional que comienza a tomar importancia y fama a principios del siglo XX, en la represión franquista, debido a la prohibición expresa de ocultar el rostro y disfrazarse.
La característica principal del carnaval bañezano es la ausencia de un concurso de disfraces con premios o compensaciones económicas por participar, como puede ocurrir en los carnavales de otros lugares. La mayor parte de la ciudad se vuelca con esta fiesta, transmitiendo el interés por ellas generacionalmente. En muchos casos, los integrantes preparan con un año de antelación, la búsqueda de complementos, telas, máscaras y actuaciones que realizarán, motivados por un «sentimiento carnavalero», que se vive durante esos días. Ante esto, el carnaval desorganizado está captando cada vez más adeptos, disfrazándose fuera de los horarios de desfile, días sin actos, en el lugar de trabajo, etc. buscando la sorpresa y el asombro de conciudadanos y visitantes.

## Historia

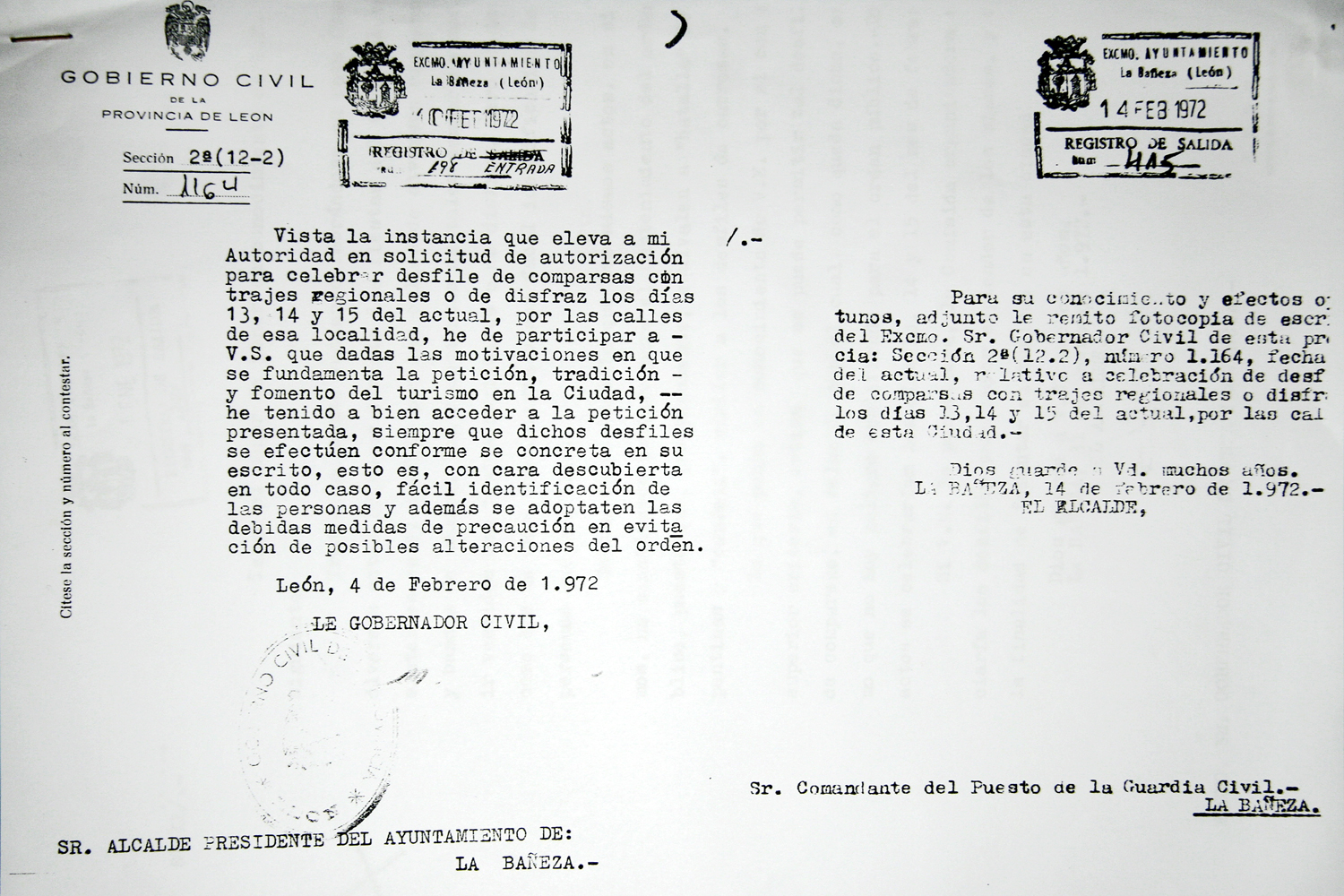
Autorización de 1972 del gobernador civil de León al ayuntamiento de La Bañeza, para celebrar los carnavales.

La primera referencia al carnaval, data de 1675 por Antonio Ferreras, sobre El jubileo de las cuarenta horas en los días del carnaval. En este documento don Luis González, vecino de La Bañeza, hace testamento y expone sus últimas voluntades en diferentes cláusulas. En una de ellas dispone:

Declaro que dejo 8.000 (ocho mil) reales para que se haga una fundación de las cuarenta horas los días de carnaval en el convento del Carmen Descalzo de esta villa.

Durante el franquismo, debido a la fuerte tradición que existía en la ciudad, los bañezanos se saltaban la prohibición de disfrazarse, corriendo el riesgo de caer detenidos o multados por las fuerzas del orden, por lo que se organizaban en fiestas privadas, o en barrios de la ciudad, como El Polvorín, dónde era más difícil ser sorprendidos que no en el centro de la ciudad. Cuando eran vistos por alguna autoridad, los enmascarados huían de ella, para no ser sancionados. De esta rutina de las fiestas de invierno, se acuñó la expresión correr el carnaval.
Con la caída de la dictadura y la llegada de la democracia, se pudo normalizar el carnaval, que ya contaba años anteriores con autorizaciones expresas para La Bañeza, firmadas por el gobernador civil y el delegado del Ministerio de Turismo. A finales de los 70 se crean las primeras comisiones de fiestas, para la organización; y algunas familias, forman las primeras comitivas, especialmente para niños, dando como resultado el desfile infantil del Lunes de carnaval.

## Actos previos
La preparación del festejo comienza con la elección del cartel que representa las carnestolendas, mediante concurso, organizado por el ayuntamiento de La Bañeza. En el mes de noviembre se empiezan a convocar reuniones con los grupos participantes en los desfiles, para llegar a acuerdos de horarios, número de grupos, aspectos musicales o recorrido.
Aunque no es un acto organizado como tal, tiene vital importancia durante todo el año, las reuniones de grupos, amigos y familiares, donde se discuten las ideas del antruejo, diseñando trajes, buscando la originalidad, manteniéndose muchas veces en riguroso secreto para causar la mayor impresión posible. A medida que llega el invierno, muchos carnavaleros comienzan a realizar sus trajes a modo de filandón; aunque otro porcentaje improvisan y lo realizan con menos margen de tiempo, saliendo igualmente airosos.
El grupo Los Tranquilos comenzó a organizar en el 2006, un concurso de monólogos. En el año 2012 El Ayuntamiento de La Bañeza tomó el relevo, organizando el I Concurso de Monólogos Ciudad de La Bañeza en el Teatro Municipal. Con el tiempo la afluencia de público y el nivel de participantes ha ido en aumento, siendo un lugar de encuentro para los diferentes carnavaleros.
De forma totalmente inesperada, en el 2008 surgió también el concurso de karaoke carnavalero en un café teatro de la ciudad. En él, los grupos participantes preparan una canción con su correspondiente coreografía  y disfraz, haciendo las delicias del público.

## Programa de carnaval

### Proclamación de la musa
El grupo Salsa, creó en 1991 la Musa de Carnaval, con la idea del Carnaval de La Bañeza fuera representado cada año por una mujer. Hasta el año 2013, la Musa fue proclamada por los integrantes del grupo Salsa, en un acto donde se contaba con la figura de un pregonero, actuaciones de teatro, música y de humor. En el año 2014, el Ayuntamiento de La Bañeza recoge la organización de esta iniciativa, dando a conocer a la musa semanas antes del comienzo del antruejo y realizando un acto en el que se realiza la proclamación.

### Viernes tranquilo
El «Viernes Tranquilo» tiene tal denominación, debido a la fiesta que organiza el grupo Los Tranquilos en la que homenajean a uno o varios carnavaleros, los cuales han contribuido a hacer nuestro carnaval, ser lo que es hoy. El Viernes Tranquilo es el homenaje al carnaval bañezano. A continuación comienza una fiesta a la que asisten disfrazados multitud de personas. En ella proclaman a su elección al mejor grupo del carnaval anterior, al grupo más original y un nombramiento especial. El Viernes Tranquilo se celebra desde el año 1997. 
El grupo Los +Turba2 junto con el grupo Vagos Permanentes inician la procesión de San +Turbadín a media tarde del viernes; con el nombramiento del «hermano +turvago», título que corresponde a un carnavalero destacado; a continuación, saliendo de la Plaza Mayor y realizando un particular viacrucis por distintas tascas de la ciudad, van procesionando los seguidores, ataviados algunos de ellos con disfraces religiosos que pujan las imagen de «San +Turbadín», al son de una charanga.

### Sábado de chispas

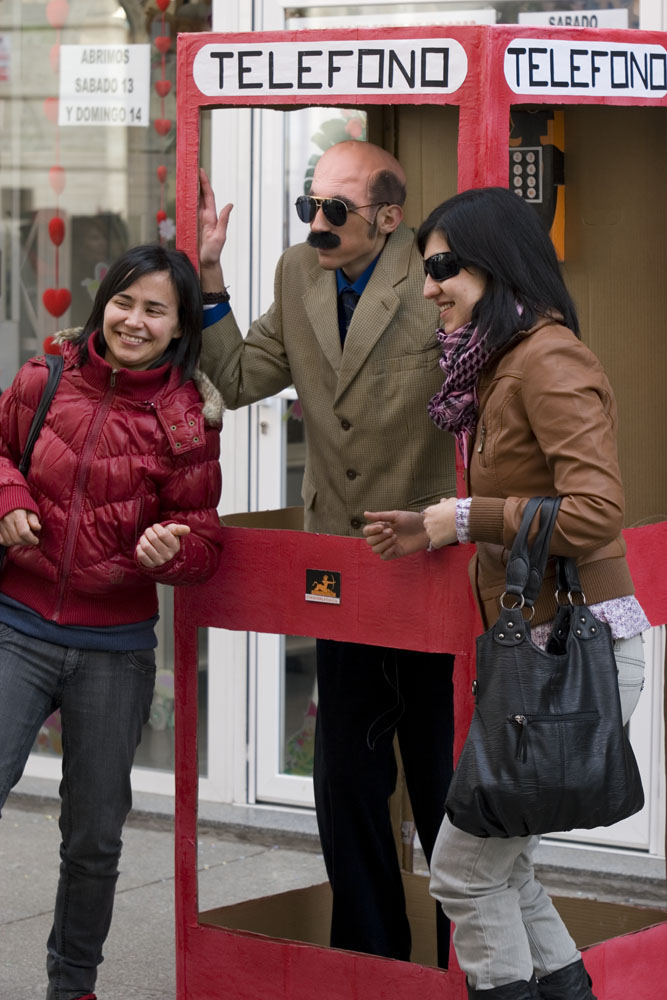
El sábado, La Bañeza se convierte en un gran teatro improvisado lleno de gente disfrazada, que no deja de interactuar con los visitantes.

Tradicionalmente, se denomina Sábado de Chispas, debido al personaje El Chisposo, gato que desde el balcón del ayuntamiento, cantaba la canción popular Estaba el señor don Gato. Los asistentes iban ataviados con originales sombreros que construían ellos mismos, ya fuera con representaciones alegóricas u originales retoques de color; a la vez que la Plaza Mayor se iluminaba con las bengalas portadas por los disfrazados. Hoy en día, esta representación ya no se realizá y ha dado paso a multitud de gente disfrazada provenientes de todos los lugares de España. Aun así, se sigue conservando el nombre de Sábado de Chispas.
El día, comienza de forma totalmente inesperada y espontánea, en las primeras horas de la mañana coincidiendo con el mercadillo de La Bañeza, al que se suman diversos carnavaleros, crean representaciones cómicas y teatrales, con gran expectación entre los visitantes. Este día cobra cada vez más importancia y es uno de los grandes impulsos por parte de la juventud, ya que vuelve a las raíces de un carnaval desorganizado institucionalmente.
A última hora de la tarde, tiene lugar el pregón que da inicio oficial a los carnavales -normalmente acompañado de actuaciones musicales, grupos de teatro y humorísticos de la ciudad, a continuación numerosas personas disfrazadas acuden a la cena de exaltación al carnaval, organizada por el ayuntamiento. Al terminar ésta, comienza la fiesta al son de las charangas bañezanas, pudiendo disfrutar de una noche llena de bromas, picaresca y humor por parte de los disfrazados en el centro de la ciudad.

### Domingo de carnaval
El Domingo, por la mañana se organiza la Carrera del carnaval siendo una alegoría a la expresión correr el carnaval. Consiste en una gymkana que sale desde la antigua estación de ferrocarril hasta la Plaza Mayor. Todos los asistentes van disfrazados, yendo delante de personas disfrazadas de las fuerzas de seguridad que intentan que nadie llegue al final del recorrido. Aunque está enfocada principalmente a los más pequeños, no falta gente de todas las edades.
Por la tarde, comienza a las 17:30 h, el desfile del año anterior, donde los grupos y carnavaleros, vuelven a vestir el disfraz que lucieron el año previo, acompañados de carrozas y charangas. Encabeza el desfile la carroza de la musa del carnaval. Hasta 2011 también participaban en el cabalgata la reina de las fiestas y sus damas de honor, en 2012 se suspendió temporalmente la designación de reina y damas por falta de candidatas.

### Lunes de carnaval

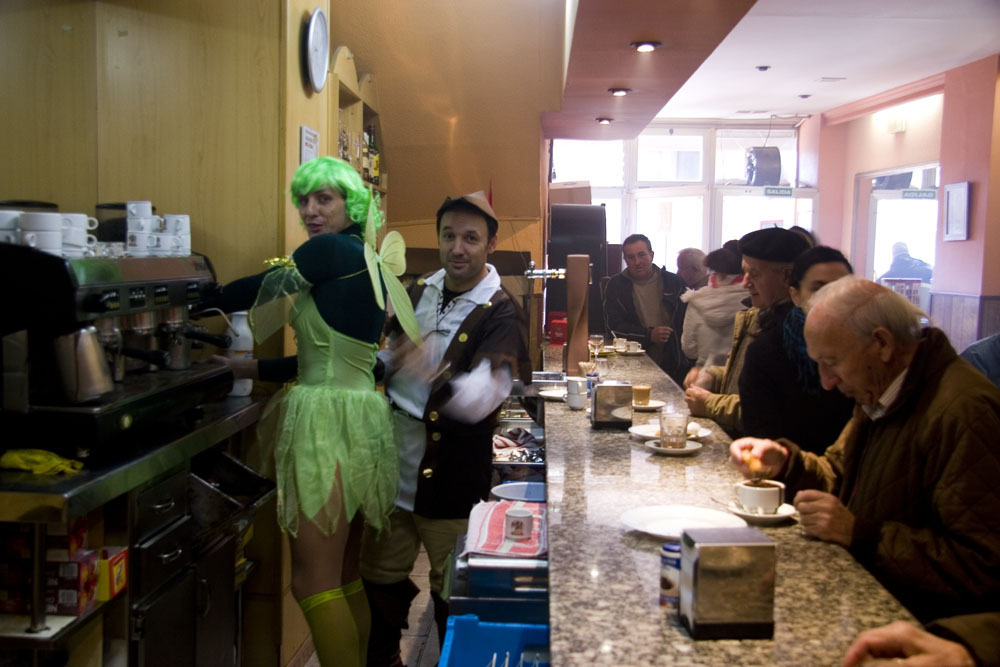
En cualquier empresa bañezana, puede encontrarse a los dueños y empleados disfrazados en carnaval.

El Lunes, al igual que el Sábado por la mañana, vuelve a resurgir con multitud de personas disfrazadas alegrando las calles de la ciudad. Otra característica importante, es ver a los ciudadanos en sus puestos de trabajo disfrazados para sorpresa de los forasteros.
A las 17:30 h, comienza el desfile infantil, dónde niños y niñas son los protagonistas en un colorido desfile, que cuenta con un recorrido más corto.

#### Nochebruja
Por la noche, a partir de las 00:00 h, comienza la Nochebruja. Creada en 1985, es arropada por miles de carnavaleros venidos desde numerosos puntos de la geografía española. Es la noche que más afluencia de gente disfrazada puede verse hasta altas horas de la madrugada, por calles y bares de la ciudad, siendo un importante reclamo festivo del norte de España.

### Martes de Carnaval

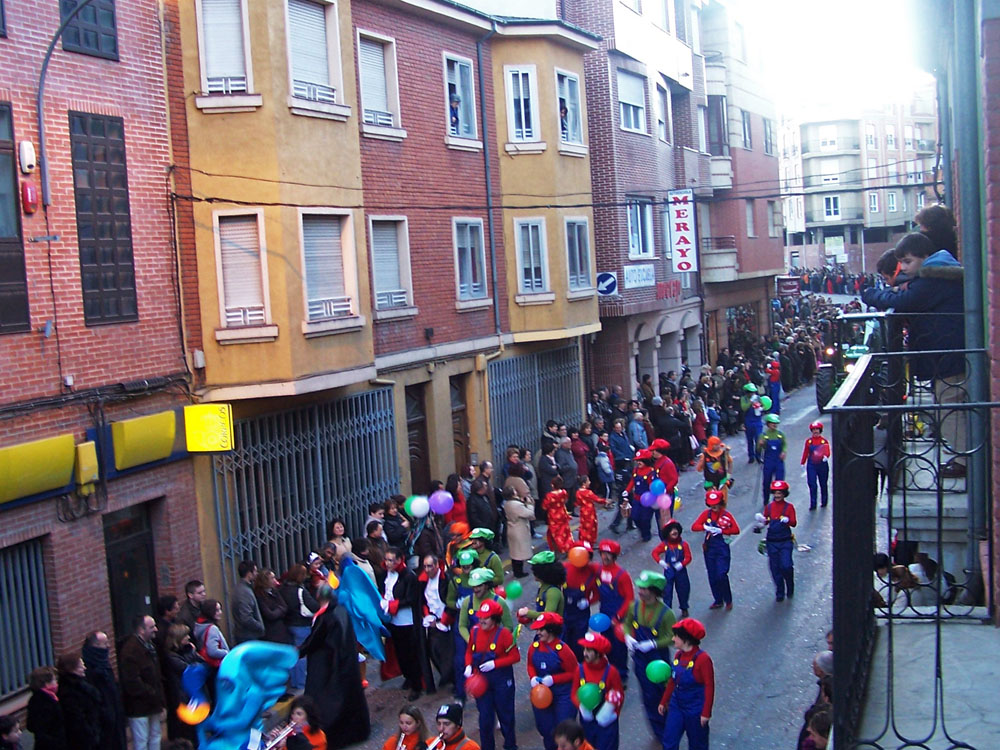
Desfile del Martes de Carnaval por las calles de La Bañeza.

El Martes de Carnaval, por la tarde sale el gran desfile, presidido por la musa del carnaval junto a al grupo Salsa y finalizado por la reina de las fiestas junto a sus damas de honor. Éste es el día más importante de la celebración, ya que todos los asistentes visten el traje diseñado y confeccionado durante todo el año en pleno secreto. Al finalizar, se suele repartir a todos los participantes un chocolate o bollo preñao.
La afluencia de público es muy importante, llegando a encontrarse problemas circulatorios en las carreteras de acceso a La Bañeza. El número de grupos sobrepasa el medio centenar.
Este día junto al 16 de agosto son elegidos en pleno, como fiestas locales en la ciudad.

### Miércoles de Ceniza
La Peña la Sardina, organiza el Entierro de la Sardina, cortejo fúnebre que componen los peñistas, caracterizados de traje, capa, chistera y larga barba, los pujadores del féretro, con túnica blanca, gorro y babuchas y las lloronas, que representan la viuded de don Carnal. Todos ellos van acompañados por una charanga que entremezcla los ritmos carnavaleros con los fúnebres. La salida comienza en el Bar Industrial, hasta la Plaza Mayor donde después de la lectura por el personaje de El Corvillo, de coplillas de corte satírico e irónico sobre lo ocurrido en la ciudad durante el año, comienza el reparto gratuito de pan, escabeche y vino, y finaliza con la quema de una falla con forma de sardina.

### Sábado de piraña
En el Barrio Mojao, se organizan los actos finales de la mascarada, con precios populares por la zona para los que acudan disfrazados. El nombre original de este día, es Sábado de piñata, pero para diferenciarlo y mantener el tono burlesco, se optó por cambiarlo a «Sábado Piraña».
En algunos establecimientos se celebra el baile de piñata.

## Pregoneros

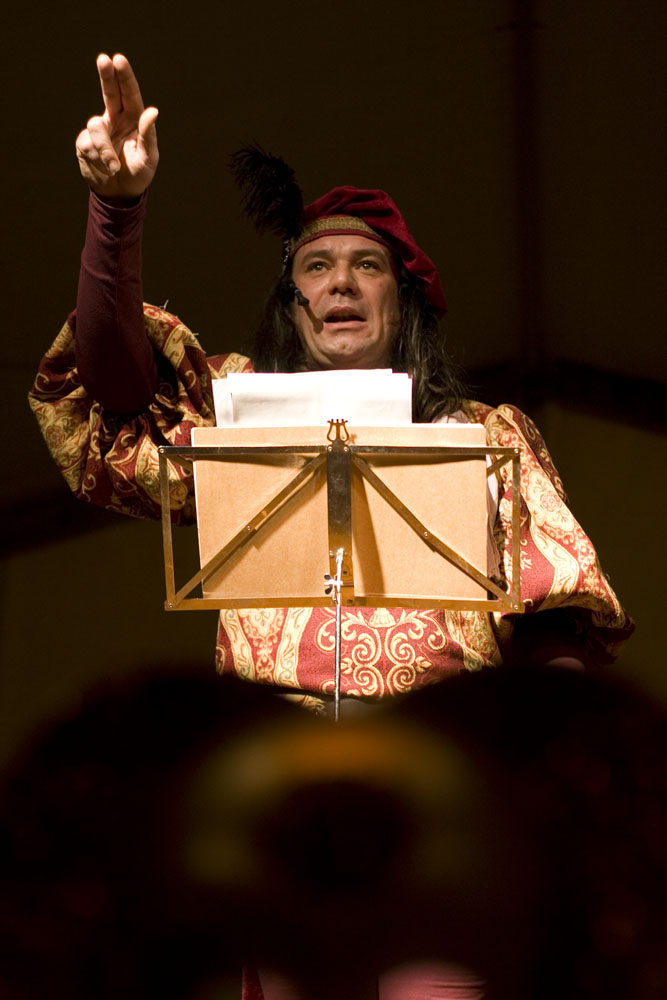
Crispín d'Olot, pregonero en 2010.

La persona elegida como pregonera del carnaval, están normalmente relacionados de alguna manera con la ciudad.
| Año  | Pregonero/a                   |
| ---- | ----------------------------- |
| 1979 | Victoriano Crémer             |
| 1984 | Maximino Brasa                |
| 1987 | Isabel Baeza                  |
| 1990 | Beatriz Carvajal              |
| 1991 | Luis del Olmo                 |
| 2003 | Alfredo Prada                 |
| 2004 | Antonio Nuñez                 |
| 2005 | Pedro García Trapiello        |
| 2006 | Benigno Castro Martínez       |
| 2007 | Florencio Carrera             |
| 2008 | Polo Fuertes                  |
| 2009 | Georgie Dann                  |
| 2010 | Crispín d'Olot                |
| 2011 | Pablo R. Lago                 |
| 2012 | Ignacio Fernández Sobrino     |
| 2013 | Luis Larrodera                |
| 2014 | Enrique Simón                 |
| 2015 | Beatriz Jarrín Lera           |
| 2016 | Pepe Ruiz                     |
| 2017 | Ana Arias                     |
| 2018 | El Langui                     |
| 2019 | Kike Java                     |
| 2020 | Roxanna Panero                |
| 2021 | Sin acto debido a la pandemia |
| 2022 | Herminio Fernández            |
| 2023 | Antonio Odón Alonso           |
| 2024 | Rubén Santos Becerro          |
| 2025 | José Luis Álvarez Baena       |

## Reconocimientos
En 1990, se reconoce con el Blasón del Turismo en la categoría de Plata, y en 2002, obtiene la declaración de Fiesta de Interés Turístico Regional por la Junta de Castilla y León. En 2011, se le concede la mención Fiesta de Interés Turístico Nacional.
En el año 2008, gracias a una iniciativa ciudadana, comenzó a recogerse firmas que avalasen el reconocimiento del antruejo con el nombre de una calle de la ciudad. Más de 1.300 los bañezanos apoyaron la causa con firmas y más de 500 a través de internet en una encuesta publicada en la página web carnavaldelabaneza.com. La Bañeza ya cuenta con la Plaza del Carnaval (Coordenadas: 42°18′12″N 5°54′11″O / 42.30333, -5.90306), un espacio verde que se completó en octubre de 2011 con la instalación del monumento al Carnaval, obra diseñada por el artista local Antonio Odón Alonso y realizada por la escuela taller de La Bañeza.
A finales de 2009, la web carnavaldelabaneza.com inició una encuesta entre los visitantes del portal ante la propuesta de comenzar los trámites para la declaración de Fiesta de Interés Turístico Nacional. Meses más tarde, el ayuntamiento de La Bañeza aprobó en pleno ordinario la memoria que justificaba la petición para iniciar el proceso, y a comienzos de 2011 se lograba el reconocimiento.
En 2022, el periódico La Nueva Crónica otorga su premio anual La Negrilla de Oro al carnaval de La Bañeza en reconocimiento a su valor, ilusión y originalidad. El acto tuvo lugar en el teatro municipal.

## Música

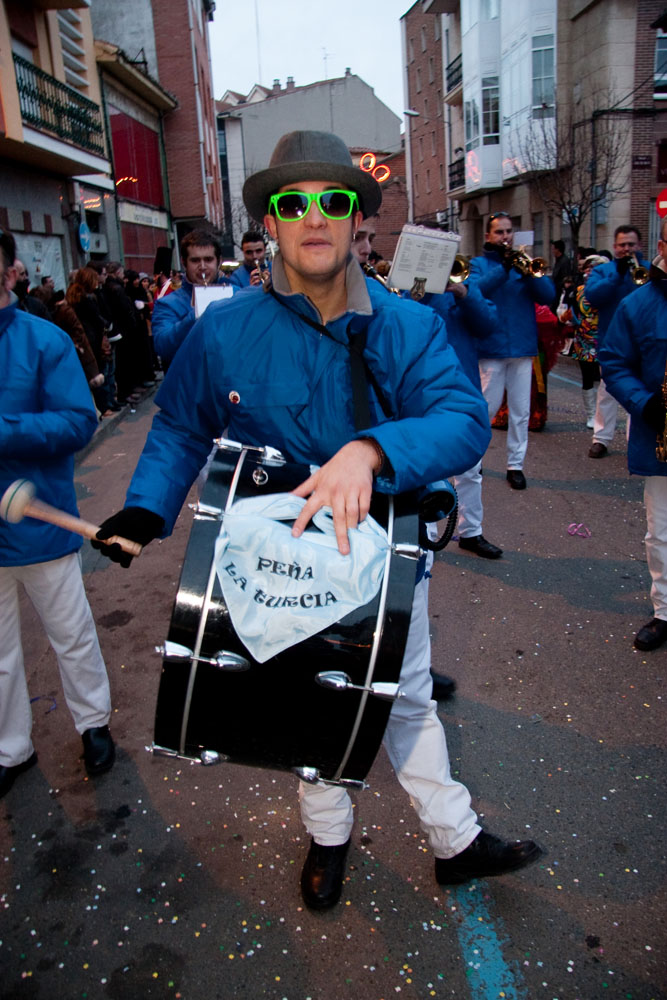
Componente de una charanga bañezana, en pleno desfile.

La tradición musical en el carnaval de La Bañeza se ve reflejada en agrupaciones musicales llamadas charangas. Las charangas bañezanas Los 4 Gatos, Rico - Rico, Sí o Sí, Ritmo Joven, SinCopa, Wateke participan en numerosos actos a las que se suman las provenientes de otras ciudades de la geografía española para tocar en los desfiles. A estas formaciones hay que sumar la comparsa La Charra que ameniza musicalmente con humor pícaro las calles y tabernas bañezanas.
Los sones veraniegos de artistas como Georgie Dann, o Rafaella Carrá, están adoptados como propios del carnaval, por lo que su reproducción en estas fechas es sinónimo de música carnavalera. Además, gran cantidad de las charangas tienen en su repertorio varias canciones de ellos.

## Carnaval solidario
En el año 2009, se organizó el «Día de exaltación del carnaval» en el Centro penitenciario de Mansilla de las Mulas, por iniciativa particular. Participaron carnavaleros e integrantes de grupos bañezanos con los internos, en una jornada festiva, tratando de acercar el carnaval y de hacer más liviana la estancia en el centro.
En el año 2010, el ayuntamiento de La Bañeza y Cruz Roja de La Bañeza, pusieron en marcha la recogida de fondos para ayudar los damnificados por el terremoto de Haití.
En el Carnaval del año 2011, se instaló en semanas previas y durante el Carnaval de La Bañeza, la llamada Gioconda solidaria, iniciativa de José Ángel Bécares que consistió en realizarse una fotografía, poniendo rostro al famoso óleo de Leonardo da Vinci. Gracias a los donativos recaudados, se entregó a la Asociación de Familiares de Enfermos de Alzheimer en La Bañeza y Comarca una cantidad cercana a 700 euros.
La entrada recaudada en el acto de la proclamación de la Musa y el pregón, es destinada para ayudas sociales.

## Estudios sobre el carnaval
En 2004 se celebra un curso de verano organizado por la Universidad de León, llamado Visiones del Carnaval, que dos años después quedará reflejado en la publicación de un libro con el mismo nombre coordinado por José María Balcells.
En 2006, se celebró el I Congreso Nacional del Carnaval en La Bañeza, organizado por el ayuntamiento de La Bañeza, la Universidad de León y la UNED, abordando temas musicales, históricos y de otro ámbito sobre el origen de la fiesta. Hubo representantes invitados de otros carnavales de España, como Sitges, Cádiz, Ciudad Rodrigo y Los Realejos, participando en mesas redondas sobre la temática carnavalesca. La participación musical se llevó a cabo por el grupo folk leonés Tornadera, la comparsa La Charra y la chirigota gaditana Los Aguafiestas.
En febrero de 2010, se presentó el libro que recoge las actas del congreso realizado en 2006, con el nombre El carnaval: Tradición y actualidad.
En 2021, el Ayuntamiento de La Bañeza, la Cátedra de territorios sostenibles y desarrollo local de la Universidad Nacional de Educación a Distancia, y la Academia Ibérica da Máscara de Braganza, organizan el I Congreso internacional de Carnaval, llevando como título Mascaradas en Europa. El congreso profundizó en temas sobre las mascaradas tradicionales del noroeste de la Península ibérica, con conferencias y mesas redondas sobre la música, la antropología o el arte de estas festividades, además de la actuación de grupos de música folk y un desfile con las mascaradas tradicionales de pueblos de  Zamora, León, Asturias y Trás-os-Montes. El congreso se volvió a celebrar en 2022, marcándose un carácter bienal para sus posteriores celebraciones.

## El Carnaval en internet

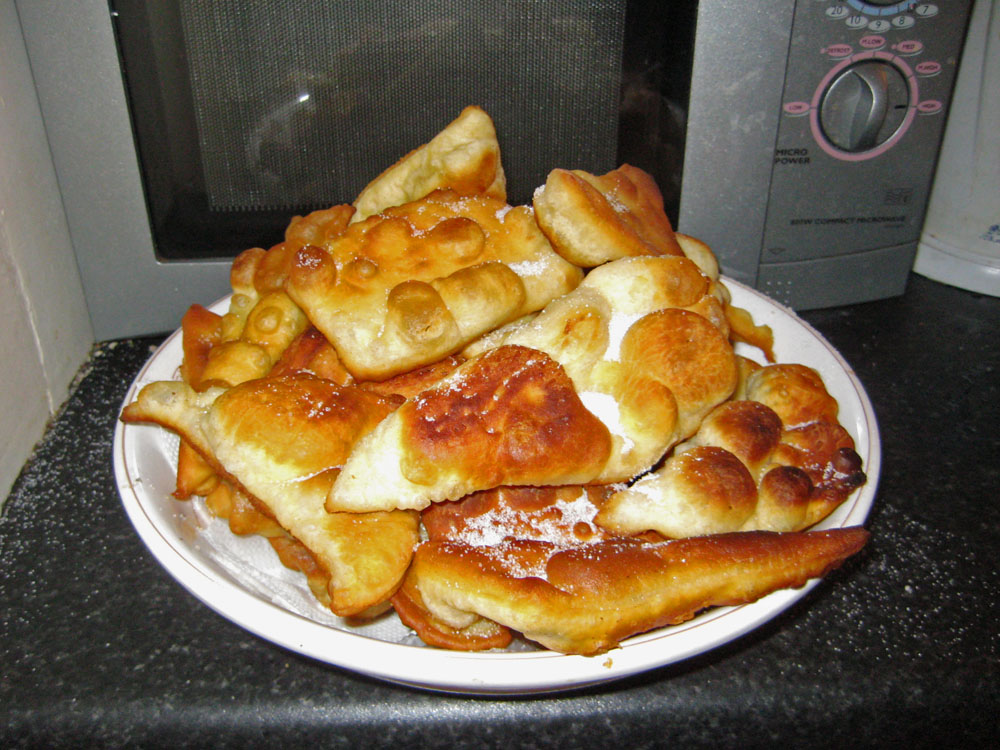
Las Orejas de Carnaval, es un postre típico de La Bañeza durante la celebración del antruejo.

En 2006 nació por iniciativa particular la primera página web sobre el carnaval de La Bañeza, viéndose a la luz, un día antes del comienzo de los festejos. Desde entonces, se actualiza con variada información, vídeos, noticias, encuestas, foros, historia y demás aspectos sobre el antruejo. Cabe destacar iniciativas surgidas desde la misma, por diferentes carnavaleros, como el nombramiento de la Plaza del Carnaval, el homenaje a Molina, la realización de un mural alegórico  por graffiteros de La Bañeza y comarca o la reclamación de solicitar la declaración de Fiesta de Interés Turístico Nacional.
El despliegue del carnaval en la red se intensificó en el 2010 en el ámbito de las redes sociales, con la creación de un grupo de Facebook, Tuenti y Twitter, y celebrándose el «Día del carnaval bañezano en internet» durante 5 ediciones.

## Gastronomía
En la variada repostería bañezana, puede encontrarse diferentes productos típicos de esta fecha, como las Orejas de carnaval, las Caretas de carnaval o los Dominós.